# Patócs Ottó
Patócs Ottó (született: 1963-ban Felvidéken) magyar származású Szlovákiában, Dunaszerdahelyen élő személyi edző, testépítő és sporttanácsadó, akit különleges életútja és szakmai elkötelezettsége tesz kiemelkedővé. Karrierje katonatisztként indult, majd az edzés és a sport területén vált elismert szakemberré. Inspiráló személyes története számos ember számára példaként szolgál.

## Életútja és karrierje
Patócs Ottó hivatásos katonaként egy elit alakulat kiképzőtisztjeként kezdte pályafutását. A szolgálat során az erőnléti és taktikai tréningek iránti elkötelezettsége mélyült el. 1992-ben, 29 évesen, sikeresen küzdötte le alkoholproblémáit, és azóta absztinens életet él. Az alkoholizmusból való gyógyulása után új célt tűzött ki maga elé: az egészséges életmód és az edzés filozófiájának népszerűsítését.
34 éves korában halálos májbetegséget diagnosztizáltak nála, de orvosi kezelések és kitartó életmódváltás segítségével felépült. Ezt követően több súlyos balesetet is túlélt. A 2016-os balesete két évet vett igénybe a teljes gyógyuláshoz, 2022-ben pedig egy sportbalesetből épült fel fél év rehabilitációt követően. Ezek az események még inkább megerősítették hitvallását az aktív életmód és a mozgás gyógyító erejében.
Ötletgazdája és 2020-ban társalapítója az első szlovákiai magyar nyelvű AA (Anonim Alkoholisták) csoportnak Dunaszerdahelyen, amely a mai napig segítséget nyújt a különböző függőségekben szenvedőknek elősegítve az ő gyógyulásukat.
Elkötelezett természetvédő. 2016-ban létrehozza és menedzseli az immár legismertebb szlovákiai autós megosztó platformot.

## Képzettsége és szakmai tevékenysége
Patócs három hivatalos edzői képesítést szerzett, köztük a legjelentősebbet a pozsonyi Komenský Egyetem Testnevelési és Sport Karán. Edzői programjai az izomtömeg növelésére, zsírégetésre, rehabilitációra és életmódváltásra fókuszálnak, amelyeket különböző korosztályok és fizikai állapotú kliensek számára is elérhetővé tesz.
Edzései során nagy hangsúlyt fektet a mentális erő és a fizikai kitartás kapcsolatára, valamint az adrenalin és a mozgás szerepére a szenvedélybetegségek kezelésében. Saját tapasztalatai révén különösen jól megérti azokat, akik függőséggel vagy komoly egészségügyi kihívásokkal küzdenek.
52 évesen magyar állami ösztöndíjjal felvételt nyer a Neumann János Egyetemre Kecskemétre, ahol többek között élelmiszerek ipari feldolgozását érintő tanulmányokat folytat és biokertészetet is hallgat. Az itt szerzett tudással összefüggéseiben láthatja fogyasztott ételeink emberi szervezetre gyakorolt hatásait és esetleges reakcióit. Kutatásokat folytat a búza genetikai változásai által az egészségre gyakorolt hatásairól. Ezzel kapcsolatos információi rövidített változatban felvidéki Új Szó vasárnapi mellékletében is megjelentek.